# کاکتوس‌های پولک‌دار
کاکتوس‌های پولک‌دار (نام علمی: Lepismium) نام یک سرده از تبار حصیرتباران است.